# Eisenhutblättriger Hahnenfuß
Der Eisenhutblättrige Hahnenfuß (Ranunculus aconitifolius), auch Sturmhutblättriger Hahnenfuß oder Eisenhut-Hahnenfuß genannt, ist eine Pflanzenart aus der Gattung Hahnenfuß (Ranunculus) innerhalb der Familie der Hahnenfußgewächse (Ranunculaceae). Er ist in den Gebirgen Europas verbreitet.

## Beschreibung

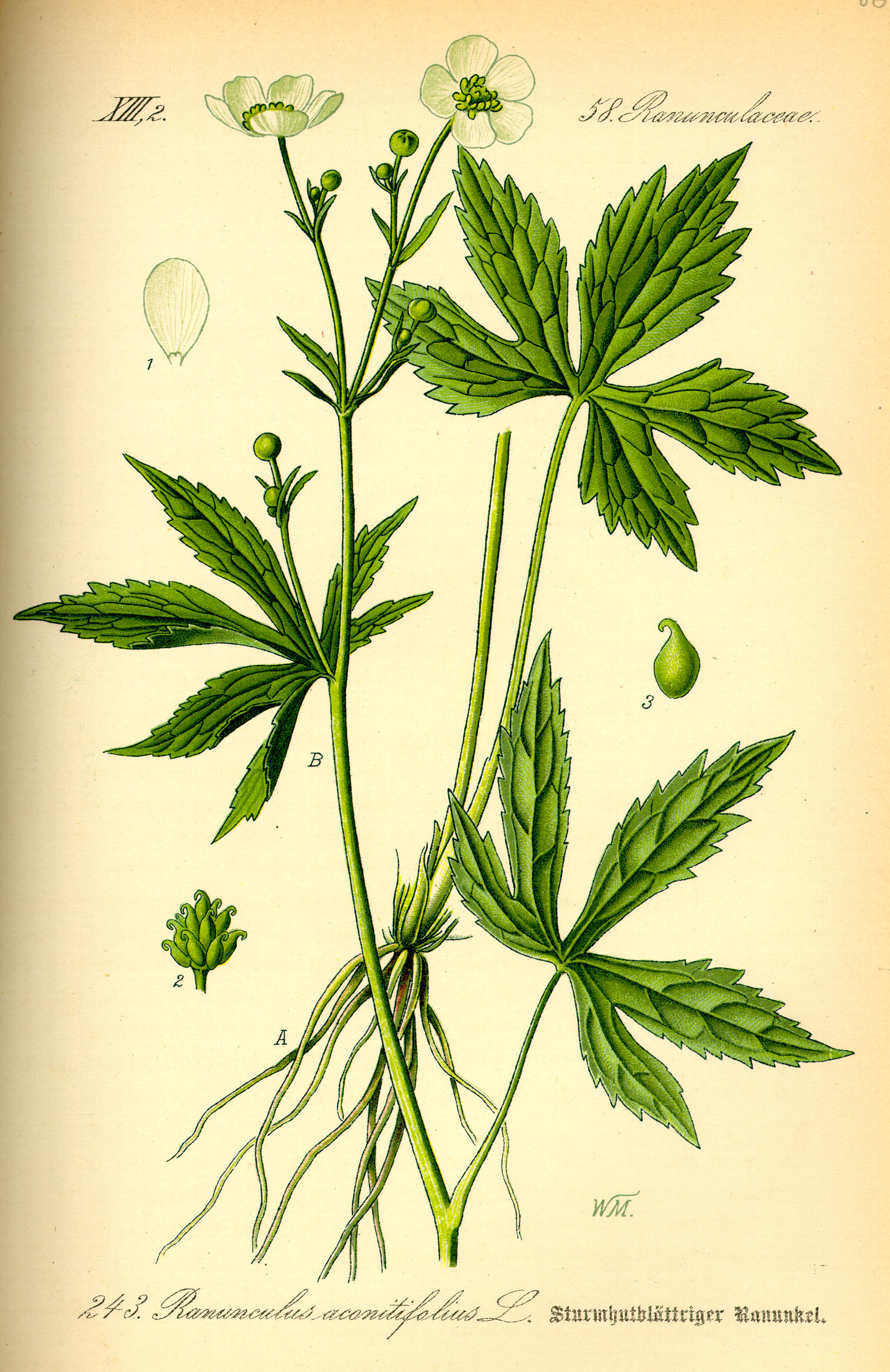
Illustration

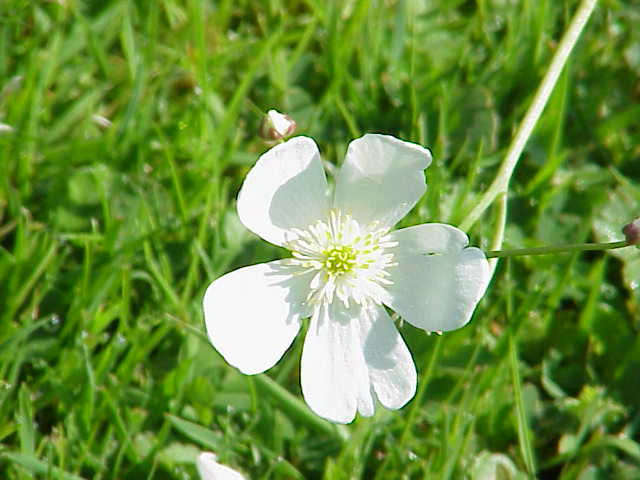
Blüte im Detail

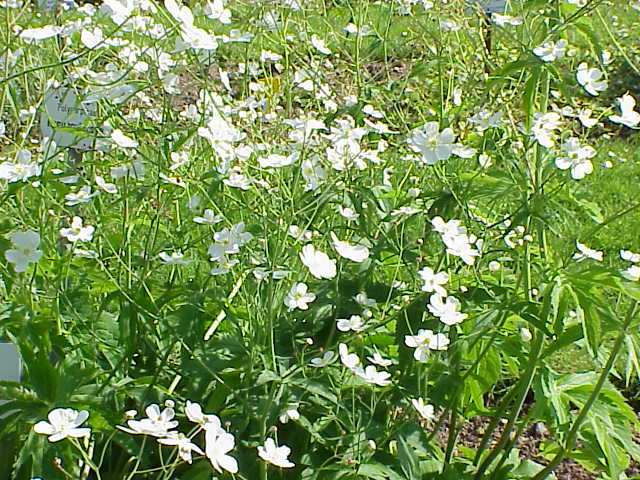
Bestand

### Vegetative Merkmale
Der Eisenhutblättrige Hahnenfuß wächst als sommergrüne, ausdauernde krautige Pflanze und erreicht Wuchshöhen von 20 bis 50, selten bis zu 100 Zentimetern. Der Stängel besitzt gespreizte Verzweigungen.
Die Laubblätter sind grundständig und wechselständig am Stängel verteilt angeordnet. Die Blattspreite ist mehr oder weniger tief handförmig gelappt bis gefingert. Die Mittellappen der Grundblätter sind in ein kurzes Stielchen verschmälert. Die Abschnitte der Stängelblätter sind ziemlich breit und bis zur Spitze gesägt.

### Generative Merkmale
Die Blütezeit reicht von Mai bis Juli. Die Blütenstiele sind während der Anthese flaumig und ein- bis dreimal so lang wie ihre Deckblätter.
Die zwittrigen Blüten sind radiärsymmetrisch. Die fünf Kronblätter sind rein weiß. Die vielen Staubblätter und die freien Fruchtblätter sind etwa gleich lang.
Die reifen Nüsschen sind 2 bis 3 Millimeter lang und etwa 2 Millimeter breit.

### Chromosomensatz
Die Chromosomenzahl beträgt 2n = 16.

## Vorkommen
Der Eisenhutblättrige Hahnenfuß ist eine mittel- und südeuropäische Gebirgspflanze. Sie gedeiht im Mittel- und Nordspanischen Gebirge, in den Pyrenäen, den Cevennen, im Massif Central und im süddeutschen Gebirge, im Jura, in den Alpen, im Nord-Apennin und in den Karpaten. Fundortangaben für Ranunculus aconitifolius gibt es für Deutschland, Österreich, die Schweiz, Norditalien, Slowenien, Kroatien und Montenegro, Frankreich, das nördliche sowie zentrale Spanien und Rumänien. Außerhalb Europas kommt Ranunculus aconitifolius nicht vor.
Der Eisenhutblättrige Hahnenfuß ist in Österreich zerstreut von der montanen bis subalpinen Höhenstufe verbreitet. Er fehlt im Burgenland und in Wien. Standorte sind meist staudenreiche Wälder, Hochstaudenfluren, Bachränder und Quellfluren besonders über Silikatgestein. Damit vikariiert der Eisenhutblättrige Hahnenfuß mit dem Platanen-Hahnenfuß, der oft ähnliche Standorte über Kalkgestein besiedelt.
Der Eisenhutblättrige Hahnenfuß gedeiht auffallend oft auf sickernassen Standorten, in tieferen Höhenlagen. Ranunculus aconitifolius ist eine Charakterart des Chaerophyllo-Ranunculetum (Verband Calthion).
In den Allgäuer Alpen steigt er am Rappensee in Bayern bis in Höhenlagen von 2047 Metern auf, am Mattlishorn in Graubünden bis 2350 Meter.
Die ökologischen Zeigerwerte nach Landolt et al. 2010 sind in der Schweiz: Feuchtezahl F = 4w+ (sehr feucht, aber stark wechselnd), Lichtzahl L = 3 (halbschattig), Reaktionszahl R = 3 (schwach sauer bis neutral), Temperaturzahl T = 2+ (unter-subalpin und ober-montan), Nährstoffzahl N = 4 (nährstoffreich), Kontinentalitätszahl K = 2 (subozeanisch).

## Taxonomie
Die Erstveröffentlichung von Ranunculus aconitifolius erfolgte 1753 durch Carl von Linné in Species Plantarum, Tomus I, S. 551. Ein Synonym für Ranunculus aconitifolius L. ist Ranunculus caballeroi Losa & P.Monts.

## Nutzung
Der Eisenhutblättrige Hahnenfuß wird selten als Zierpflanze für Staudenbeete und Gehölzgruppen genutzt. Die Sorte ‘Flore Peno’ besitzt gefüllte Blüten.